# Gunnar Oom
Bengt Gunnar Oom, född 9 juli 1951 i Brännkyrka församling i Stockholm, död 6 december 2014 i Danderyd, var en svensk civilekonom och politiker (moderat).
Gunnar Oom studerade ryska vid Uppsala universitet, kemi vid Lunds tekniska högskola och ekonomi vid Lunds universitet, där han var kurator för Wermlands nation 1976, ordförande för Kuratorskollegiet 1977 och ordförande för Lunds studentkår 1978. Han var vice ordförande för Fria Moderata Studentförbundet 1979–1981.
Oom arbetade inom det statsägda energiföretaget Vattenfall och byggföretaget NCC, samt vid Sveabanken.
Som politiker var Oom kommunstyrelsens ordförande och kommunalråd i Danderyds kommun mellan 2002 och 2010, varefter han utsågs till statssekreterare i Utrikesdepartementet hos handelsminister Ewa Björling, en post som han innehade fram till regeringsskiftet på hösten 2014. Oom är begravd på Danderyds kyrkogård.